# Qualificazioni al campionato mondiale femminile di pallavolo 2010 (AVC)
Le qualificazioni per il campionato mondiale femminile di pallavolo 2010 dell'Asia e Oceania, hanno messo in palio 4 posti per il campionato mondiale femminile di pallavolo 2010. Delle 65 squadre asiatiche e oceaniche appartenenti alla AVC e avanti diritto di partecipare alle qualificazioni, ne hanno partecipato 11. Non ha partecipato il Giappone, già qualificato in quanto paese ospitante.

## Squadre partecipanti
| - Cina - Corea del Sud - Bangladesh - Kazakistan - Figi - Nuova Zelanda | - Samoa - Taipei cinese - Thailandia - Tonga - Uzbekistan |

## Prima fase

### Squadre partecipanti
- Figi
- Nuova Zelanda
- Samoa
- Tonga

### Girone
| Girone A                       |
| ------------------------------ |
| Figi Nuova Zelanda Samoa Tonga |

### Qualificate alla seconda fase
- Figi
- Nuova Zelanda

## Seconda fase

### Squadre partecipanti
- Bangladesh
- Figi
- Kazakistan
- Nuova Zelanda
- Taipei cinese
- Thailandia
- Uzbekistan

### Gironi
| Girone B                            | Girone C                                 |
| ----------------------------------- | ---------------------------------------- |
| Kazakistan Nuova Zelanda Uzbekistan | Bangladesh Figi Taipei cinese Thailandia |

### Qualificate alla terza fase
- Figi
- Kazakistan
- Nuova Zelanda
- Taipei cinese
- Thailandia
- Uzbekistan

## Terza fase

### Squadre partecipanti
- Cina
- Corea del Sud
- Figi
- Kazakistan
- Nuova Zelanda
- Taipei cinese
- Thailandia
- Uzbekistan

### Gironi
| Girone D                        | Girone E                                             |
| ------------------------------- | ---------------------------------------------------- |
| Cina Thailandia Figi Uzbekistan | Corea del Sud Kazakistan Nuova Zelanda Taipei cinese |

## Qualificate ai mondiali
- Cina
- Corea del Sud
- Kazakistan
- Thailandia